# Kassim Conteh
Kassim Conteh – sierraleoński piłkarz grający na pozycji napastnika.

## Kariera klubowa
W swojej karierze piłkarskiej Conteh grał w klubie East End Lions FC.

## Kariera reprezentacyjna
W 1994 roku Conteh został powołany do reprezentacji Sierra Leone na Puchar Narodów Afryki 1994. Na tym turnieju nie wystąpił w żadnym meczu i ostatecznie nie zadebiutował w kadrze narodowej.